# Ford Fusion (Европа)
Европски Ford Fusion (транскр. Форд фјужн) (енгл. Ford Fusion) је мали минивен који је производио амерички произвођач аутомобила Форд од 2002. до 2012. године.

## Историјат
Наследио га је Форд б-макс 2012. године. На истој платформи је био као Форд фијеста пете генерације, Форд екоспорт прве генерације и Мазда2 прве генерације. Био је дужи, шири, виши и имао је дуже међуосовинско растојање од Форд фијесте V. Дизајнерски је веома подсећао на Форд фијесту V, због тога што је исти дизајнер. Производио се у Фордовој фабрици у Келну у Немачкој и у Фордовој фабрици у Ченају у Индији.
Фјужн је био најмањи Фордов минивен. За разлику од његовог наследника Форд б-макс који је на Euro NCAP креш тесту добио максималних пет звездица, фјужн је добио четири од максималних пет звездица Euro NCAP креш тесту.
| Безбедност на Euro NCAP креш тесту |

## Мотори
| Модел             | Запремина | Снага          | Момент | 0–100 km/h                 | Брзина                   |
| Бензин            | Бензин    | Бензин         | Бензин | Бензин                     | Бензин                   |
| ----------------- | --------- | -------------- | ------ | -------------------------- | ------------------------ |
| 1.4 16V           | 1388 cm³  | 80 КС (59 КВ)  | 124 Nm | 14,0 (15,3 аутоматик) сек. | 163 (164 аутоматик) km/h |
| 1.6 16V           | 1596 cm³  | 100 КС (74 КВ) | 146 Nm | 11,1 (13,1 аутоматик) сек. | 178 (176 аутоматик) km/h |
| 1.4 DuraTORQ TDCi | 1398 cm³  | 68 КС (50 КВ)  | 160 Nm | 16,1 (17,5 аутоматик) сек. | 158 km/h                 |
| 1.6 DuraTORQ TDCi | 1560 cm³  | 90 KС (66 КВ)  | 204 Nm | 12,9 сек.                  | 176 km/h                 |

## Галерија
- унутрашњост
- редизајн
- редизајн